# Castelo Roqueiro de Coruto
O castelo do Monte Coruto (sécs. IX-XII) situa-se em Escariz (Arouca), junto a zona industrial e ao agrupamento de escolas de Escariz.
O castelo está em grande parte demolido por acção de uma violenta exploração de pedreiras. São visíveis neste monte, cerâmicas superficiais típicas deste tempo e cortes nos rochedos para fixação de uma cerca defensiva, outras características do monte como naturais e geográficas ajudaram a fixação militar.
Numa pedreira próxima do castelo foi encontrado um tesouro de moedas que seria composto por mais de um milhar num recipiente de cerâmica. Em 1977 ter-se-á efectuado um achado monumental sobre o qual não há informações. O tesouro terá sido repartido e vendido a particulares, desconhecendo-se a sua morada[carece de fontes?].